# Bazendingle
Bazendingle, auch Batzendingle, war ein Volumen- und Getreidemass im Schweizer Kanton Solothurn.
- 1 Bazendingle = 41 ¾ Pariser Kubikzoll[1] = 4/5 Liter = 0,8277 Liter (errechn aus Viertel)[2]

Die Maßkette war
- 1 Mütt = 11/2 Viertel = 6 Doppelmäss = 12 Mäss = 24 Halbmäss = 48 Immi/Viertelmäss = 96 Achterli = 192 Bazendingle/Batzendingli
  - 1 Viertel = 8 Mäss = 32 Immi = 128 Bazendingle/Batzendingli = 5341,27 Pariser Kubikzoll = 105,952 Liter